# Bartholomäus Bruyn III.

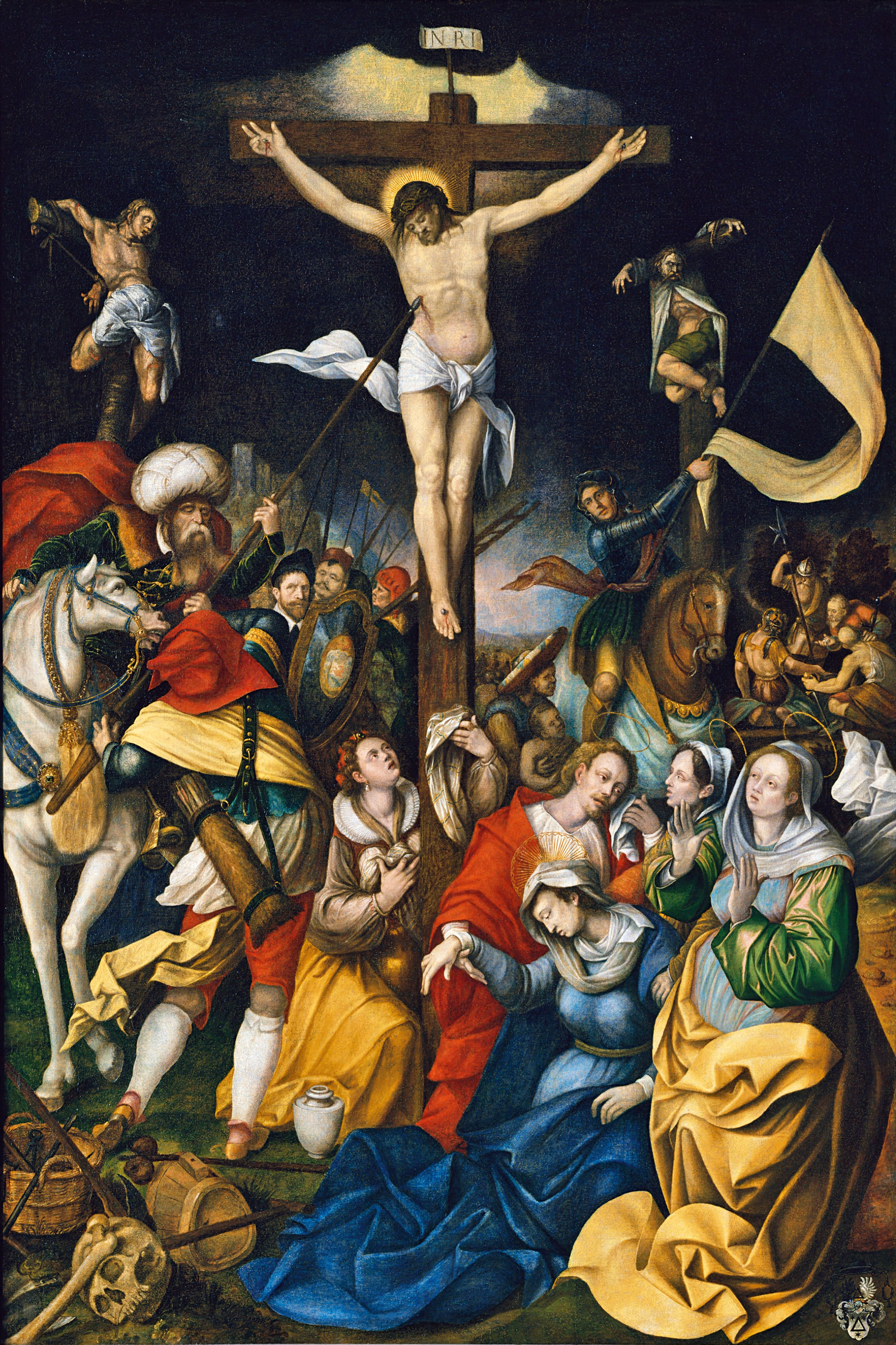
Kreuzigung Christi

Bartholomäus Bruyn  (* um 1550/60 vermutlich in Köln; † nach 1603; auch Bartholomäus Braun und Bartholomäus Brun) war ein deutscher Maler.
Bartholomäus Bruyn war ein Sohn des Malers Arnt Bruyn und Enkel des Malers Bartholomäus Bruyn d. Ä. Ausgebildet wurde er vermutlich von seinem Vater. Über seinen weiteren Lebensweg ist nur wenig bekannt. Möglicherweise ist er mit dem in Lothringen dokumentierten Barthélemy le Brun identisch, sodass vermutet werden kann, dass er dort in den frühen 1580er Jahren tätig war. Spätestens 1590 muss er sich aber in Freiburg im Breisgau aufgehalten haben, wo er im selben Jahr im Ratsprotokoll erwähnt wird. Im Jahre 1593 ist er dort als Porträtist (Bartholomeus Braun von Cöln Contrafeter) im Zunftbuch der Stadt verzeichnet. Dort bemalte er unter anderem die Fassade des Basler Hof. 1594/95 malte er im Auftrag des Basler Domherrn und apostolischen Protonotars, Johannes Setrich eine Kreuzigung Christi, die sich heute im Augustinermuseum in Freiburg i. Br. befindet. Darüber hinaus war er als geschätzter Bildnismaler tätig. Als solcher wurde er vom Fürstenberger Fürstenhaus gefördert. Im Jahr 1603 ist er als Hofmaler des Kurfürsten Friedrich IV. von der Pfalz in Heidelberg erwähnt.
Wie verschiedene Dokumente der Zeit belegen, muss Bartholomäus ein äußerst gewalttätiger Mensch gewesen sein, der sich gerne in Prügeleien einließ. Von seinem künstlerischen Werken lässt sich zweifelsfrei heute nur noch die heute im Freiburger Augustinermuseum aufbewahrte Kreuzigung nachweisen.